# Наро
Наро (итал. Naro) је насеље у Италији у округу Агриђенто, региону Сицилија.
Према процени из 2011. у насељу је живело 7816 становника. Насеље се налази на надморској висини од 489 м.

## Становништво
Према резултатима пописа становништва 2011. у општини је живело 8.103 становника.
| 1936.  | 1951.  | 1961.  | 1971.  | 1981.  | 1991.  | 2001. | 2011. |
| ------ | ------ | ------ | ------ | ------ | ------ | ----- | ----- |
| 15.014 | 15.803 | 14.392 | 13.186 | 10.755 | 10.071 | 8.770 | 8.103 |